# Give Your Heart a Break
«Give Your Heart a Break» (рус. Дай своему сердцу отдых) — песня американской актрисы и певицы Деми Ловато, которая была выпущена 23 января 2012 в качестве второго сингла в поддержку третьего студийного альбома «Unbroken» (2011). 
«Give Your Heart a Break» получила положительные отзывы от музыкальных критиков, которые похвалили вокал Ловато. Сингл дебютировал под номером 72 в «Billboard Hot 100» и смог добраться до 16 места в нём. Также песня стала номером один в чарте «Billboard Pop Songs».

## О песне
Первоначально было объявлено, что вторым синглом в поддержку «Unbroken» станет композиция «Who’s That Boy», которая была записана с Dev, но позже выбор был пересмотрен в связи с беременностью Dev. «Give Your Heart a Break» была написана Джошем Александром и Билли Стеринбергом. Джош Александр больше всех приложил усилий при создании песни, обрабатывая материал, записывая инструменты и сведя всё воедино. В интервью для MTV Ловато рассказала, что название песни говорит о расставании, но на самом деле песня не об этом. «В прошлом году я начала работать над песней о разного рода любви, — сказал она. — Это песня о демонстрации своей любви. Эта песня о вере». Песня вошла в третий студийный альбом певицы «Unbroken», который вышел 20 сентября 2011. Впервые в эфире на радио песня появилась 23 января 2012.

## Выступления
- 31 декабря 2011 Деми исполнила эту песню на концерте MTV «New Year’s Eve’s», который она вела вместе с актёром Тайлером Пози.[2]
- Эта песня была исполнена 11 января 2012 на премии «People Choice Awards 2012», на которой Деми выиграла в номинации «Лучший Поп Артист».[3]
- 6 марта 2012 Ловато выступила с синглом на американском телешоу «Today».[4]
- 15 марта 2012 певица исполнила уже хит на финале 11 сезона шоу «American Idol».[5]
- 6 июля 2012 песня была включена в сет-лист трёх концертов в рамках серии летних концертов «Good Morning America».[6]
- 6 сентября 2012 Деми исполнила сингл на пре-шоу премии «MTV Video Music Awards 2012».[7]
- 25 сентября 2012 песня была исполнена в эфире ток-шоу Кэти Куорик «Katie».[8]
- 16 декабря 2012 хит был исполнен на ежегодном концерте «VH1 Divas»[9][10].
- 19 декабря 2012 Деми исполнила эту песню с группой Fifth Harmony на финале второго сезона американской версии шоу The X Factor.[11]

## Премии и номинации
| Год  | Премия                                  | Номинация                            | Композиция                | Результат |
| ---- | --------------------------------------- | ------------------------------------ | ------------------------- | --------- |
| 2012 | Teen Choice Awards                      | «Лучшая летняя песня»                | «Give Your Heart a Break» | Номинация |
| 2012 | Teen Choice Awards                      | «Любимая песня»                      | «Give Your Heart a Break» | Номинация |
| 2012 | Fanta Irresistible Awards               | «Популярный рингтон»                 | «Give Your Heart a Break» | Победа    |
| 2012 | Teen Icon Awards                        | «Культовая песня»                    | «Give Your Heart a Break» | Победа    |
| 2012 | Fuse Awards                             | «Видео года»                         | «Give Your Heart a Break» | Номинация |
| 2013 | Специальная награда (Hollywood Records) | «Самая прослушиваемая песня Америки» | «Give Your Heart a Break» | Победа    |

## Список композиций
| №  | Название                  | Автор(ы)                        | Продюсер(ы)          | Длительность |
| -- | ------------------------- | ------------------------------- | -------------------- | ------------ |
| 1. | «Give Your Heart a Break» | Josh Alexander, Billy Steinberg | Alexander, Steinberg | 3:25         |

| №  | Название                                       | Автор(ы)                                               | Продюсер(ы)          | Длительность |
| -- | ---------------------------------------------- | ------------------------------------------------------ | -------------------- | ------------ |
| 1. | «Give Your Heart a Break»                      | Alexander, Steinberg                                   | Alexander, Steinberg | 3:25         |
| 2. | «Give Your Heart a Break» (The Alias Club Mix) | Alexander, Steinberg                                   |                      | 5:58         |
| 3. | «Aftershock»                                   | Amy Pearson, Shelly Peiken, Leah Haywood, Daniel James | Dreamlab             | 3:10         |
| 4. | «Yes I Am»                                     | Dapo Torimiro, Priscilla Renea                         | Dapo Torimiro        | 3:01         |
| 5. | «Give Your Heart a Break» (Instrumental)       | Alexander, Steinberg                                   |                      | 3:25         |

## Чарты и сертификации

### Сертификации
| Регион | Сертификация  | Продажи   |
| --- | ------------- | --------- |
| Новая Зеландия (RMNZ) | Золотой       | 7500*     |
| США (RIAA) | 3× Платиновый | 2,200,000 |
| * Данные о продажах приведены только на основе сертификации. ^ Данные о тиражах приведены только на основе сертификации. |               |           |